# Тверська АЕС
Тверська атомна електростанція (рос. Тверская АЭС) — планована атомна електростанція в Росії. Знаходиться в Тверській області, поблизу міста Удомля. Електростанція призначена для заміни перших двох старих блоків Калінінської атомної електростанції. Чотири заплановані реактори з водою під тиском ВВЕР мають виробляти загальну потужність 4800 МВт. Тверська атомна електростанція буде побудована поблизу існуючої електростанції. Необхідно передбачити градирні, що працюють у закритій системі.

## Історія та технічна інформація

### Початки
У рамках Програми розвитку атомної промисловості Росії на 2007—2010 роки розпочато проектування нової атомної електростанції в Тверській області. На конференції на Ленінградській атомній електростанції в лютому 2007 року РАО ЄЕС, оператор мережі в Росії, оголосив цей проект разом з деякими іншими запланованими системами непотрібними. Губернатор Тверської області Дмитро Вадимович Зеленін, навпаки, заявив, що нова АЕС необхідна для безпечного енергопостачання Москви та Санкт-Петербурга, зазначивши, що дефіцит електроенергії в Московській області становить 6 ГВт і Ленінградській області 12 ГВт. Атомна енергетика є одним із способів запобігти цьому дефіциту. Нова атомна електростанція в Тверській області особливо підходить завдяки своєму розташуванню на помірній відстані між двома містами.
Окрім Удомлі, розглядалося також розташування біля міста Ржев. 7 липня 2009 року відбулася зустріч з Росенергоатомом і генеральним проектувальником Атоменергопроект Нижній Новгород разом з жителями Рядів, Брюсова і Єремкова. Тут готувалися до громадських слухань 8 липня в Удомлі. Росатом чітко дав зрозуміти, що станцію побудують лише за умови, що більшість населення підтримає проект. У рамках проекту ВВЕР-1200 з двома первинними контурами плани станції були змінені в 2009 році на користь реакторів ВВЕР-1200/501 AES-2006M замість АЕС-2006 з чотирма первинними контурами. У січні 2010 року Ростехнагляд оголосив, що для перших двох реакторів буде проведено оцінку впливу на навколишнє середовище. У квітні 2011 року дані проекту були розглянуті, і було схвалено, що Росатом може звернутися до Ростехнагляду за ліцензією на розміщення перших двох блоків. Генеральним проектувальником виступив «Атоменергопроект Нижній Новгород».
У 2012 році проектування об'єкту було припинене. Однак у січні 2012 року губернатор Тверської області оголосив, що боротиметься за будівництво АЕС. Під час щорічного візиту генерального директора Росенергоатома Євгена Романова на Калінінську АЕС виникло питання про те, чи є перспектива нової АЕС у Тверській області. Однак Романов пояснив, що прогнози споживання передбачають менший приріст попиту на електроенергію, тому Тверську АЕС найближчим часом будувати не будуть. Оскільки пріоритети були зміщені в бік заміни старих електростанцій на реакторах типу РБМК-1000, увага зосереджена на реалізації Ленінградської 2, Курської 2, Смоленської 2 АЕС і Калінінградської АЕС, що будувалися на той час. Реалізація Тверської АЕС зіграє роль лише в наступній програмі будівництва.

## Інформація про реактори
| Реактор | Тип реактора  | Продуктивність | Продуктивність | Початок будівництва | Підключення до мережі | Введення в експлуатацію | Закриття |
| Реактор | Тип реактора  | Нетто          | Брутто         | Початок будівництва | Підключення до мережі | Введення в експлуатацію | Закриття |
| ------- | ------------- | -------------- | -------------- | ------------------- | --------------------- | ----------------------- | -------- |
| Твер-1  | ВВЕР-1200/501 | 1115 МВт       | 1200 МВт       | Після 2035 року     |                       |                         |          |
| Твер-2  | ВВЕР-1200/501 | 1115 МВт       | 1200 МВт       | Після 2035 року     |                       |                         |          |
| Твер-3  | ВВЕР-1200/501 | 1115 МВт       | 1200 МВт       | Після 2035 року     |                       |                         |          |
| Твер-4  | ВВЕР-1200/501 | 1115 МВт       | 1200 МВт       | Після 2035 року     |                       |                         |          |